# Jim Redman
James Albert "Jim" Redman MBE (Londen, 8 november 1931) is een voormalig Rhodesisch motorcoureur en zesvoudig wereldkampioen in het wereldkampioenschap wegrace. Tijdens de TT van Assen van 1964 werd hij de eerste coureur die drie races op één dag won. In 1964 werd hij geëerd als Member of the Most Excellent Order of the British Empire (MBE). 

## Carrière
Jim Redman werd geboren in de Londense wijk Hampstead. Zijn beide ouders overleden kort na elkaar en toen hij 17 jaar oud was moest hij al voor zijn 11-jarige broertje en zusje zorgen. In 1952, 21 jaar oud, werd hij opgeroepen voor zijn dienstplicht, maar de soldij was niet genoeg om voor zijn broer en zus te zorgen. Daarom verkocht hij voor 200 pond zijn motorfiets, gaf het geld aan zijn zus en vertrok met 25 pond op zak naar de Britse kolonie Zuid-Rhodesië (tegenwoordig Zimbabwe). Toen hij daar wat geld had verdiend liet hij zijn familie overkomen. Hij ontmoette motorcoureur John Love, die bezig was de overstap te maken van motorraces naar autoraces. Redman hielp hem bij de preparatie van zijn Cooper-Formule 3-auto, die werd aangedreven door een 500cc-Norton Manx-motor. Als dank voor de hulp liet Love Redman op zijn Triumph GP-motorfiets rijden. Enige tijd later won hij het 350cc-kampioenschap van Rhodesië. Hij vertrok in 1958 naar het Verenigd Koninkrijk om op Britse circuits als Brands Hatch te kunnen rijden.

### Privérijder

#### 1958
In het seizoen 1958 debuteerde hij in de 350- en de 500cc-klasse van het wereldkampioenschap wegrace tijdens de TT van Man. Hij nam ook deel aan enkele WK-races op het Europese vasteland.

#### 1959
In het seizoen 1959 scoorde hij zijn eerste WK-punt tijdens de 350cc-Grand Prix van Duitsland en vervolgens ook twee punten tijdens de 500cc-TT van Assen en een punt in de 350cc-Zweedse Grand Prix. Aan het einde van het seizoen reisde hij terug naar Rhodesië.

### Honda
| Honda RC 143 125cc-tweecilinder uit 1960                                             |
| Honda RC 162 250cc-viercilinder uit 1961                                             |
| Honda RC 145 125cc-tweecilinder uit 1962                                             |
| Honda RC 171 350cc-viercilinder uit 1963                                             |
| Een deel van het Honda-team in 1963: Jim Redman, Luigi Taveri en Kunimitsu Takahashi |
| Honda RC 149 125cc-vijfcilinder uit 1966                                             |

#### 1960
Redman hoopte in het seizoen 1960 een plaats te veroveren in het MZ-team, dat onder leiding van Walter Kaaden stond. Hij had zich voorgenomen om zich uit de Grand Prix-wereld terug te trekken indien het seizoen 1960 zonder succes zou verlopen. Het contract met MZ lukte niet, maar hij startte naast de 350- en de 500cc-klasse ook in de Ultra-Lightweight TT met een Ducati 125 Bialbero-productieracer. Tijdens de trainingen van de TT van Assen raakten de Honda-fabrieksrijders Tom Phillis en Naomi Taniguchi geblesseerd. Jan Huberts en Jim Redman werden uitgenodigd om op hun 250cc-viercilinder Honda RC 161's te starten. Ze eindigden de race als zevende en achtste. Redman startte ook met Taniguchi's 125cc-Honda RC 143, waarmee hij als vierde finishte. Hij zette het seizoen voort met zijn eigen Ducati en Nortons, maar tijdens de Ulster Grand Prix reed hij Taniguchi's RC 161 naar het podium. Hij werd derde achter Carlo Ubbiali (MV Agusta) en Tom Phillis. In de GP des Nations op Monza werd hij zelfs tweede achter Ubbiali. In de 125cc-race werd hij vierde. In beide klassen sloot hij het seizoen af als beste Honda-coureur. 

#### 1961
"Gentleman Jim", zoals Redman in het rennerskwartier genoemd werd, kreeg voor het seizoen 1961 een fabriekscontract bij Honda. Het team bestond uit Tom Phillis, Jim Redman, Sadao Shimazaki, Kunimitsu Takahashi, Naomi Taniguchi en Luigi Taveri. Bovendien werden machines verhuurd aan Bob McIntyre en Mike Hailwood. Honda begon aan het seizoen met de 125cc-2RC 143, die eigenlijk een tussenmodel moest zijn tussen de Honda RC 143 en de Honda RC 144. In de 250cc-klasse zette het de RC 162 in. Hij scoorde overwinningen in de 250cc-races van de Grand Prix van België en de GP des Nations. Zijn enige race zonder punten was de 125cc-race van de Duitse Grand Prix. Het was de enige race met de Honda RC 144, een mislukt en eenmalig experiment met een langeslag motor, dat onmiddellijk weer werd losgelaten nu Honda door vier MZ RE 125's werd verslagen. In beide klassen snoepten de Honda-rijders elkaar vaak punten af. Redman scoorde overwinningen, maar Takahashi, Phillis, Hailwood, McIntyre en Taveri ook. Redman sloot het seizoen af als vierde in de 125cc-klasse en als derde in de 250cc-klasse.

#### 1962, eerste en tweede wereldtitel
In het seizoen 1962 breidde Honda haar activiteiten uit naar de 350cc-klasse. Daarvoor boorde het de 250cc-RC 162 3 mm op tot 47 mm, waardoor de cilinderinhoud op 284,5 cc kwam. In de GP van Spanje won Redman de 250cc-race. Hijzelf, Bob McIntyre en Tom Phillis reden de hele concurrentie op minstens twee ronden. In de 125cc-race werd Redman tweede achter Takahashi. In de 250cc-GP van Frankrijk won Redman opnieuw voor McIntyre en Phillis en in de 125cc-race werd hij weer tweede achter Takahashi. Derek Minter won de Lightweight 250 TT met een "oude" RC 162, maar Redman werd tweede. In de Lightweight 125 TT werd hij slechts vijfde. Het debuut van de RC 170 in de Junior TT ging slecht. Tom Phillis kwam in de tweede ronde ten val en overleed korte tijd later. Ook Bob McIntyre viel in de race uit. Tijdens de TT van Assen won Redman de 250cc-race en hij werd in de 125cc-race tweede achter Luigi Taveri. In de 350cc-race nam hij de machine van Phillis over en daarmee won hij de wedstrijd. In de GP van België werd hij zowel in de 125- als in de 250cc-klasse tweede. Door zijn overwinning in de 250cc-race van de GP van Duitsland was Redman al bijna zeker van zijn eerste wereldtitel. Hij won met een verschil van 0,1 seconde op Bob McIntyre. Door het systeem van streepresultaten was die tiende seconde erg belangrijk. Als McIntyre gewonnen had, zou hij nog wereldkampioen kunnen worden. Tijdens de Ulster Grand Prix verscheen de nieuwe Honda RC 171, nog steeds geen volwaardige 350, maar door een iets grotere boring en iets langere slag mat deze machine nu 339,4 cc. Redman won de 350cc-race en Tommy Robb werd derde. Robb verving Bob McIntyre, die op Oulton Park een ernstig ongeval had gehad en die op sterven lag. Robb won met McIntyre's Honda RC 163 ook de 250cc-race, waarin Redman tweede werd. In de 125cc-race werd hij derde, waardoor hij in die klasse de wereldtitel aan Luigi Taveri moest laten. Op 15 augustus overleed Bob McIntyre, waardoor Jim Redman tussen twee GP's in wereldkampioen 250 cc werd. Hij won de 250- en de 350cc-race van de GP van de DDR en werd tweede in de 125cc-race. Hoewel Mike Hailwood nog een redelijke kans op de 350cc-titel had, liet MV Agusta hem niet in de 350cc-GP des Nations starten. Jim Redman won die race en werd wél wereldkampioen. Hij won ook de 250cc-race en werd vierde in de 125cc-race, die zo spannend was dat Redman slechts 0,9 seconde achter winnaar Teisuke Tanaka over de streep kwam. Honda sloot het seizoen af met drie individuele wereldtitels en drie constructeurstitels, maar het had Tom Phillis en Bob McIntyre verloren.

#### 1963, derde en vierde wereldtitel
In het seizoen 1963 deed Jim Redman een gooi naar drie wereldtitels, hoewel Honda de 125cc-klasse al snel liet schieten omdat de Suzuki's te sterk waren. Honda bleef met de machines uit 1962 rijden. In de Spaanse Grand Prix werd Redman tweede in de 125cc-race achter teamgenoot Luigi Taveri, nadat Hugh Anderson met zijn Suzuki was uitgevallen. In de 250cc-race kreeg hij onverwachte tegenstand van Tarquinio Provini met zijn eencilinder Moto Morini 250 Bialbero, die de race won. In de GP van Duitsland won Redman de 350cc-race, maar in de 250cc-race werd hij derde achter Provini en Tommy Robb. In de GP van Frankrijk werd hij achter Anderson tweede in de 125cc-race. Tijdens de TT van Man won hij de Junior TT en de Lightweight 250 TT, waar Moto Morini de fout maakte om Provini niet te laten starten. In de Lightweight 125 TT werd duidelijk dat de Suzuki RT 63 met Anderson, Frank Perris, Ernst Degner en Bert Schneider moeilijk te verslaan was. Redman werd slechts zesde. Ook in de TT van Assen won Redman de 250- en de 350cc-race. Voor het eerst kreeg hij tegenstand van Mike Hailwood en zijn MV Agusta 350 4C, maar Redman won met ruim een halve minuut voorsprong. Hij won ook de 250cc-race, waarin Provini achter Fumio Ito (Yamaha) derde werd. In de 125cc-race kwam hij ten val, waarbij hij een sleutelbeen brak. Daardoor miste hij de GP van België, waar Provini in de 250cc-race derde werd en Redman tot twee punten in de WK-stand naderde. Voor de 350cc-stand had het geen gevolgen, die kwam in België niet aan de start. In de GP van de DDR werd hij derde in de 350cc-race, waardoor hij zeker was van de wereldtitel. Ook in de 250cc-race werd hij derde. Morini had intussen spijt van het feit dat men Provini niet in alle races had laten starten. Ook in de DDR was hij aanvankelijk niet ingeschreven. Toen het team van Morini alsnog probeerde aan de start te verschijnen, werd het bij de grens tegengehouden omdat de visa niet op orde waren. De Finse Grand Prix kende geen 250cc-klasse. Redman werd in de 350cc-race tweede op ruime achterstand van Hailwood. Hij kwam ook weer eens in de 125cc-klasse aan de start, maar finishte als vijfde, twee ronden achter Hugh Anderson. In de GP des Nations won Redman de 350cc-race, waarin Hailwood uitviel. In de 250cc-race werd hij echter tweede achter Provini, die opnieuw op twee punten achterstand in het WK kwam. In de 125cc-race, waar Suzuki niet verscheen, kon Honda eindelijk weer eens winnen. Redman werd tweede achter teamgenoot Luigi Taveri. Jim Redman had bij winst in de 250cc-Grand Prix van Argentinië zijn wereldtitel veilig kunnen stellen, maar dat lukte niet. Tarquinio Provini bleef hem met de Moto Morini voor en stond nu zelfs gelijk in de WK-stand. Redman scoorde weliswaar zes punten, maar moest vier punten wegstrepen. Redman won de 125cc-race, maar hij had geen tegenstand. Suzuki was afwezig omdat zowel de wereldtitel voor Anderson als de constructeurstitel al binnen was en hij was de enige Honda-coureur omdat hij voor de 250cc-klasse naar Argentinië móest reizen. Zo moest de 250cc-titel in de Japanse Grand Prix op het thuiscircuit van Honda beslist worden. Hier kreeg Redman echter geen tegenstand van Provini, maar van de Yamaha RD 56's van Fumio Ito en Phil Read. Ito finishte als tweede, slechts 0,1 seconde achter Redman, maar die was zeker van de wereldtitel nu Provini slechts vierde werd. Redman werd achter Frank Perris tweede in de 125cc-race en won de 350cc-race. Die telde echter niet mee voor WK-punten, want Honda slaagde er niet in de benodigde zes rijders aan de start te krijgen.

#### 1964, vijfde wereldtitel
In het seizoen 1964 had Honda in de 350cc-klasse geen tegenstand meer. Het had zelf de RC 172 gebouwd, die nu 349,5 cc mat, terwijl MV Agusta slechts twee keer aan de start kwam. Redman won dan ook alle (acht) 350cc-races. Het gebrek aan concurrentie bleek ook uit het feit dat zijn protegé Bruce Beale met de Honda CR 77-productieracer tweede in het wereldkampioenschap werd. Honda reisde niet naar de Amerikaanse Grand Prix, omdat het vond dat die (op 2 februari) te vroeg in het seizoen viel. In de GP van Spanje werd Redman in de 250cc-race tweede achter Tarquinio Provini, die nu was overgestapt naar Benelli en die met de Benelli 250 4C nu ook een viercilinder had. In de 125cc-race werd Redman tweede achter Luigi Taveri. In de Franse GP viel hij in de 125- en de 250cc-race uit. Phil Read reed de Yamaha RD 56 naar de overwinning en nam een flinke voorsprong in de 250cc-stand. In de Lightweight 250 TT werd er een spannende confrontatie verwacht, temeer omdat Honda en Suzuki nog wat te bewijzen hadden en met grote teams aantraden. De race werd echter een deceptie omdat slechts acht van de 64 deelnemers de volle zes ronden aflegden. Phil Read (Yamaha) was trainingssnelste, maar na de eerste ronde lag hij al achter Jim Redman. Alan Shepherd (Suzuki) was toen nog derde. Read viel echter uit, net als het complete Suzuki-team (Bert Schneider, Jack Ahearn en Derek Minter). Zo won Jim Redman gemakkelijk, op korte afstand gevolgd door Alan Shepherd. In de Lightweight 125 TT werd Redman tweede achter Luigi Taveri. Zoals gezegd won Jim Redman in 1964 alle 350cc-races, maar tijdens de TT van Assen zette hij een mijlpaal door de eerste coureur te worden die drie races op één dag won. In de 250cc-race gebeurde dat met slechts 0,1 seconde voorsprong op Phil Read. Ook in de 125cc-race werd Read met de nieuwe Yamaha RA 97 tweede. In de 250cc-race van de Belgische Grand Prix profiteerde Redman van de slecht lopende motor van Phil Read, die geen punten scoorde. Redman moest wel Mike Duff voor zich dulden, maar in de WK-stand had hij nu tien punten voorsprong. Read won de 250cc-GP van Duitsland, waar Redman tweede werd. Redman won de 125cc-race, waardoor hij Taveri in de WK-stand tot twee punten naderde. Read won ook de 250cc-GP van de DDR voor Redman. Het puntenverschil was nu teruggelopen tot zes, maar Redman leidde nog steeds. In de 125cc-race werd Redman derde achter Hugh Anderson en Luigi Taveri. In de Ulster Grand Prix werd Jim Redman wereldkampioen 350 cc. In de stromende regen werd hij opnieuw tweede achter Read in de 250cc-race. Read nam de leiding in het wereldkampioenschap 250 cc over. Redman startte niet in de 125cc-race omdat dat zijn totaal aantal racekilometers op 502 had gebracht. Reglementair mocht een coureur niet meer dan 500 km op een dag rijden. Luigi Taveri werd slechts tweede, maar had nu tien punten voorsprong in het WK. In de GP van Finland won Taveri de 125cc-race en daardoor was hij wereldkampioen. Redman werd derde achter teamgenoot Ralph Bryans. De verschillen waren klein: hij finishte slechts 1,1 seconde achter Taveri en 0,3 seconde achter Bryans. Alleen de 250cc-titel was nu nog open, en spannend, want Read leidde met slechts twee punten voorsprong op Jim Redman. Read had echter het voordeel dat hij nog een streepresultaat over had (hij had drie nul-resultaten, Redman slechts twee). Honda zette tijdens de GP des Nations alles op alles om te winnen. Het bracht de 3RC 164 aan de start, een 250cc-zescilinder. Door de streepresultaten zou een overwinning van Redman hem echter slechts twee punten opleveren. Redman reed aanvankelijk aan de leiding, maar zijn motor werd te warm en hij moest zich terug laten zakken. Read won en Redman werd op de streep ook nog geklopt door Mike Duff. Daardoor was Phil Read wereldkampioen. In de GP van Japan was de Honda 3RC 164 wel succesvol, maar daar kwam Phil Read niet aan de start. Redman won voor de Honda-testrijder Isamu Kasuya en de Yamaha-rijder Hiroshi Hasegawa. Redman sloot het seizoen af als wereldkampioen 350 cc, tweede in de 250cc-klasse en tweede in de 125cc-klasse. 

#### 1965, zesde wereldtitel
In het seizoen 1965 brak Jim Redman tot twee keer toe een sleutelbeen en bovendien miste hij een race door een misverstand, maar het belette hem niet opnieuw wereldkampioen 350 cc te worden. Honda sloeg de Amerikaanse Grand Prix weer over, waar de 350cc-klasse niet reed, maar Phil Read won met de Yamaha RD 56 de 250cc-race. In de 350cc-race van de GP van Duitsland viel Redman, waardoor hij een sleutelbeen brak. Giacomo Agostini won de 350cc-race met de nieuwe MV Agusta-driecilinder voor zijn teamgenoot Mike Hailwood. Phil Read won de 250cc-race. Nog niet helemaal fit viel Jim Redman in de 250cc-GP van Spanje uit en Read won opnieuw. In de Grand Prix van Frankrijk was Redman weer fit en hij bouwde in de 250cc-race een voorsprong van dertien seconden op, maar hij viel uit door een defecte versnellingsbak en Read won opnieuw. De Junior TT was pas de tweede 350cc-race van het seizoen, waardoor de schade van Redman's sleutelbeenbreuk beperkt bleef. Hier won hij voor Phil Read, die met zijn opgeboorde 250cc-Yamaha nog sneller was dan Giacomo Agostini. In de Lightweight 250 TT was Redman absoluut de snelste met de Honda 3RC 164-zescilinder. Read kon hem niet volgen en viel zelfs uit. Toch was Read's voorsprong in de WK-stand enorm: hij leidde met 32 punten voor Mike Duff (22 punten), Ramón Torras (10 punten) en Jim Redman (8 punten). Redman won de 350cc-race van de TT van Assen voor Mike Hailwood en Giacomo Agostini. Dat Hailwood punten van Agostini afsnoepte hielp Redman, die nu in de WK-stand op gelijke hoogte met de Italiaan kwam. In de 250cc-race werd Redman achter Read tweede. In de 250cc-Grand Prix van België was de Honda van Jim Redman wel degelijk opgewassen tegen de Yamaha RD 56 van Phil Read. Zij vochten een flink duel uit en wisselden per ronde meermaals van positie. Voor Read was de overwinning belangrijk, want dan zou Redman alle overgebleven wedstrijden moeten winnen om wereldkampioen te kunnen worden. Met nog twee ronden te gaan begon het op het zuidelijke deel van het circuit te regenen, maar Redman wist zijn Honda uiteindelijk 0,4 seconde vóór Read over de streep te brengen. 

##### Privérijder
Vanaf de Grand Prix van de DDR werd Jim Redman weer een soort van privérijder. Hij had de fabrieks-Honda 2RC 172 en Honda 3RC 164 en Honda liet het aan Redman zelf en monteur Nobby Clark over om het seizoen voort te zetten. Redman won in de DDR de 250- en de 350cc-race. Read werd in de 250cc-race tweede. In de Ulster Grand Prix reed Jim Redman aan de leiding van de 350cc-race toen hij viel en opnieuw een sleutelbeen brak. Daardoor moest hij de 250cc-race overslaan, waardoor Phil Read al zeker was van de wereldtitel. Nu Redman in Rhodesië zat om te herstellen van zijn breuk, stuurde MV Agusta Giacomo Agostini naar de Finse Grand Prix, want ineens waren er weer kansen op de 350cc-wereldtitel. Agostini won de 350cc- en de 500cc-race en kwam op acht punten achterstand op Redman in de WK-stand. Jim Redman stuurde een telegram naar Japan met de mededeling dat hij voldoende hersteld was om deel te nemen aan de GP des Nations, maar Honda meldde dat men geen machines naar Italië zou sturen. Dat was wellicht het gevolg van de vreemde status die Redman als "halve" privérijder had. Hij bleef dus thuis, maar Nobby Clark stond wel degelijk op Monza mét motorfietsen op hem te wachten. Het Honda-fabrieksteam verscheen in geen enkele klasse aan de start. Agostini won de 350cc-race en stond plotseling samen met Redman aan de leiding van het wereldkampioenschap. 
In de 350cc-klasse hadden Agostini en Redman allebei 32 punten, maar bij winst in de GP van Japan moest Agostini de vier punten van de TT van Man wegstrepen. Hij kon dus maximaal op 36 punten komen. Redman had al vier "0"-resultaten en alle punten zouden tellen. Hij zou zelfs wereldkampioen worden met de zes punten van de tweede plaats.
| 350 cc   | Punten | DUI | MAN | NED | DDR | TSJ | ULS | FIN | NAT |
| -------- | ------ | --- | --- | --- | --- | --- | --- | --- | --- |
| Redman   | 32     | 0   | 8   | 8   | 8   | 8   | 0   | 0   | 0   |
| Agostini | 32     | 8   | 4   | 4   | 0   | 0   | 0   | 8   | 8   |

Rood = streepresutaat
Geel = extra streepresultaat na de GP van Japan
Mike Hailwood had in de 350cc-race maar een taak: Jim Redman van de tweede plaats af houden. Dan moest Giacomo Agostini wel winnen, maar Ago's MV Agusta 350 3C wilde vanaf het begin door ontstekingsproblemen niet goed lopen. Hailwood kon niet meer doen dat Redman voor blijven en Redman kon volstaan met volgen. Toen Hailwood tegen het einde nog eens extra aanzette liet Redman hem gewoon gaan. Hij werd ook gehinderd door een bijensteek bij zijn oog, nadat voor de start een bij achter zijn stofbril was gekropen. Bovendien reed hij niet op de 350cc-Honda 2RC 172, maar op een tot 252cc-opgeboorde zescilinder Honda RC 165. Zolang Agostini niet in de buurt kwam was Redman zeker van de wereldtitel. Agostini werd slechts vijfde, nog achter de Honda-rijders Isamu Kasuya en Isao Yamashita. 

#### 1966
In het seizoen 1966 zou Jim Redman "non-riding captain" bij Honda worden. Honda had eigenlijk ook wel behoefte aan een teammanager die behoorlijk Engels sprak en de racewereld kende en bovendien had men al bij verschillende teams gezien dat twee topcoureurs elkaars punten afsnoepten. Redman zelf had Mike Hailwood verleid om de overstap te maken, met de belofte dat het Honda 500cc-racer zou bouwen. Redman had echter nog geen zin om te stoppen met rijden. Hij rekende de fabriek voor dat een coureur niet meer dan 500 km per dag mocht rijden en daardoor kon Hailwood niet altijd in drie klassen op één dag starten. Voorlopig hield men het erop dat Redman in de 350- en 500cc-klassen uitkwam en Hailwood in de 250- en 350cc-klassen, maar Redman trad wel op als teammanager. Qua machines pakte Honda weer flink uit, de 125cc-klasse kreeg de vijfcilinder RC 149, de 250ccRC 166 was helemaal vernieuwd, de 350cc-RC 173 had veel kenmerken van de nieuwe 500cc-viercilinder Honda RC 181. Jim Redman viel in de 250cc-GP van Spanje, waardoor zijn RC 166 uitbrandde. Tijdens de Grand Prix van Duitsland draaide hij de motor van zijn 500cc-RC 181 stuk, maar als teammanager besloot hij dat Mike Hailwood zijn machine moest afstaan. Het stelde Redman in staat om zijn eerste 500cc-Grand Prix te winnen. Eerder op de dag hadden Hailwood en Redman een echt gevecht geleverd in de 250cc-race, die Hailwood met 0,4 seconde verschil won. In de Franse Grand Prix zette Hailwood wat zaken recht. In de 250cc-race reed hij Redman op driekwart minuut achterstand en in de 350cc-race zelfs op bijna drie minuten. Hier werd Agostini tweede. MV Agusta opende in de TT van Assen de aanval op Honda met een nieuwe 500 cc-driecilinder. Giacomo Agostini kon met die machine heel wat beter partij bieden tegen de Honda's. Hij werd daarbij geholpen door een zeer slechte start van Mike Hailwood. Die reed een aantal recordronden en lag na één ronde alweer op de derde plaats, na drie ronden op kop en na vier ronden schakelde hij in de Strubben per ongeluk naar de eerste versnelling waardoor zijn race in de strobalen eindigde. Hailwood zou eigenlijk in dienst van Jim Redman moeten rijden, maar die was intussen gepasseerd door Agostini, waardoor Hailwood noodgedwongen de kop moest zien te pakken om te voorkomen dat Agostini te veel punten zou krijgen. Redman had een behoorlijke achterstand op Ago maar moest na het uitvallen van Hailwood wel reageren. Hij bleef lang op 8 seconden achter Agostini, maar in de tiende ronde waren het er nog maar 6 en in de twaalfde ronde 4. Daarna kwam Redman binnen één ronde tot bij Agostini, maar ze bleven nog rondenlang vechten om de eerste positie. Uiteindelijk finishte Redman enkele seconden voor Agostini. Redman startte niet in de 250cc-race en in de 350cc-race werd hij derde op grote achterstand op Hailwood. Ook in de 350cc-Grand Prix van België werd Redman derde terwijl Hailwood won, maar in de 500cc-klasse viel hij waarbij hij een arm brak. Hailwood viel door een defecte versnellingsbak uit, waardoor Agostini gemakkelijk kon winnen. In de Ulster Grand Prix verwachtte men de terugkeer van Redman, die het met zijn arm in het gips wel probeerde in de trainingen, maar niet startte. Halverwege de trainingsweek van de TT van Man gaf hij een persconferentie waarin hij meedeelde dat hij stopte met racen. 
Althans op GP-niveau, want in januari 1967 won hij met een 250cc-Yamaha RD 56 een race in Pietermaritzburg (Zuid-Afrika).  Hij reed nog een aantal clubmanraces en werd compagnon van voormalig coureur Charlie Young, die Yamaha-importeur in Durban (Zuid-Afrika) was. Later werd hij paardenfokker.
In 1995 leerde hij Rob Iannucci, de eigenaar van Team Obsolete, kennen. Team Obsolete kocht, beheerde, restaureerde en racete met klassieke racemotoren. Het was onder meer eigenaar van een groot aantal fabrieksracers van MV Agusta. Jim Redman, die 26 jaar niet meer geracet had, bestuurde een MV Agusta 350 3C tijdens een classic race op de Daytona International Speedway, die hij ook won. Hij reed daar ook een MV Agusta 350 4C en zijn oude zescilinder Honda. Tot in de jaren tien bleef Redman deelnemen aan classic races, waarbij hij steevast met Honda's aantrad, zijn eigen kleine shop runde en altijd beschikbaar was voor fans en pers.

## Wereldkampioenschap wegrace resultaten
(Races in cursief geven de snelste ronde aan, punten (tussen haakjes) zijn inclusief streepresultaten)
| Jaar | Klasse | Team  | Motorfiets          | 1       | 2       | 3       | 4       | 5       | 6       | 7       | 8       | 9       | 10      | 11      | 12      | 13      | Punten  | Plaats | Overwinningen |                                                    | Wereldkampioen |
| ---- | ------ | ----- | ------------------- | ------- | ------- | ------- | ------- | ------- | ------- | ------- | ------- | ------- | ------- | ------- | ------- | ------- | ------- | ------ | ------------- | -------------------------------------------------- | -------------- |
| 1958 | 350 cc | Privé | Norton 40M          | IOM 24  | NED -   | BEL 16  | DUI -   | ZWE -   | ULS -   | NAT -   |         |         |         |         |         |         | 0       | -      | 0             | John Surtees, MV Agusta 350 4C                     |                |
| 1958 | 500 cc | Privé | Norton 30M          | IOM 19  | NED DNF | BEL -   | DUI -   | ZWE 9   | ULS -   | NAT -   |         |         |         |         |         |         | 0       | -      | 0             | John Surtees, MV Agusta 500 4C                     |                |
| 1959 | 350 cc | Privé | Norton 40M          | FRA -   | IOM 36  | DUI 6   | NED -   |         | ZWE 6   | ULS -   | NAT DNF |         |         |         |         |         | 2       | 15e    | 0             | John Surtees, MV Agusta 350 4C                     |                |
| 1959 | 500 cc | Privé | Norton 30M          | FRA -   | IOM DNF | DUI DNF | NED 5   | BEL 9   |         | ULS DNF | NAT DNF |         |         |         |         |         | 2       | 14e    | 0             | John Surtees, MV Agusta 500 4C                     |                |
| 1960 | 125 cc | Privé | Ducati 125 Bialbero |         | IOM 13  |         | BEL 9   |         | ULS -   |         |         |         |         |         |         |         | 6       | 7e     | 0             | Carlo Ubbiali, MV Agusta 125 Bialbero              |                |
| 1960 | 125 cc | Honda | RC 143              |         |         | NED 4   |         |         |         | NAT 4   |         |         |         |         |         |         | 6       | 7e     | 0             | Carlo Ubbiali, MV Agusta 125 Bialbero              |                |
| 1960 | 250 cc | Honda | RC 161              | FRA -   | IOM -   | NED 8   | BEL -   | DUI -   | ULS 3   | NAT 2   |         |         |         |         |         |         | 10      | 4e     | 0             | Carlo Ubbiali, MV Agusta 250 Bicilindrica          |                |
| 1960 | 350 cc | Privé | Norton 40M          | FRA -   | IOM 19  | NED 7   |         |         | ULS -   | NAT -   |         |         |         |         |         |         | 0       | -      | 0             | John Surtees, MV Agusta 350 4C                     |                |
| 1960 | 500 cc | Privé | Norton 30M          | FRA -   | IOM 15  | NED -   | BEL 5   | DUI DNF | ULS 5   | NAT 6   |         |         |         |         |         |         | 5       | 9e     | 0             | John Surtees, MV Agusta 500 4C                     |                |
| 1961 | 125 cc | Honda | 2RC 143             | SPA 3   |         | FRA 3   | IOM 4   | NED 2   | BEL 3   | DDR 6   | ULS 4   | NAT 5   | ZWE 3   | ARG 2   |         |         | 28 (37) | 4e     | 0             | Tom Phillis, Honda 2RC 143 / RC 144                |                |
| 1961 | 125 cc | Honda | RC 144              |         | DUI 7   |         |         |         |         |         |         |         |         |         |         |         | 28 (37) | 4e     | 0             | Tom Phillis, Honda 2RC 143 / RC 144                |                |
| 1961 | 250 cc | Honda | RC 162              | SPA 4   | DUI 2   | FRA 6   | IOM 3   | NED 3   | BEL 1   | DDR 2   | ULS 3   | NAT 1   | ZWE 4   | ARG 3   |         |         | 36 (51) | 3e     | 2             | Mike Hailwood, Mondial 250 Bialbero / Honda RC 162 |                |
| 1962 | 125 cc | Honda | RC 145              | SPA 2   | FRA 2   | IOM 5   | NED 2   | BEL 2   | DUI -   | ULS 3   | DDR 2   | NAT 4   | FIN 1   | ARG DNS |         |         | 38 (47) | 2e     | 1             | Luigi Taveri, Honda RC 145                         |                |
| 1962 | 250 cc | Honda | RC 163              | SPA 1   | FRA 1   | IOM 2   | NED 1   | BEL 2   | DUI 1   | ULS 2   | DDR 1   | NAT 1   |         | ARG DNS |         |         | 48 (66) | 1e     | 6             | Jim Redman, Honda RC 163                           |                |
| 1962 | 350 cc | Honda | RC 170              |         |         | IOM -   | NED 1   |         |         |         |         |         |         |         |         |         | 32 (38) | 1e     | 4             | Jim Redman, Honda RC 170 / RC 171                  |                |
| 1962 | 350 cc | Honda | RC 171              |         |         |         |         |         |         | ULS 1   | DDR 1   | NAT 1   | FIN 2   |         |         |         | 32 (38) | 1e     | 4             | Jim Redman, Honda RC 170 / RC 171                  |                |
| 1963 | 125 cc | Honda | RC 145              | SPA 2   | DUI 3   | FRA 2   | IOM 6   | NED DNF | BEL DNS | ULS 7   | DDR -   | FIN 5   | NAT 2   | ARG 1   | JAP 1   |         | 35      | 3e     | 1             | Hugh Anderson, Suzuki RT 63 / RT 64                |                |
| 1963 | 250 cc | Honda | RC 163              | SPA 2   | DUI 1   |         | IOM 1   | NED 1   | BEL DNS | ULS 1   | DDR 3   |         | NAT 2   | ARG 2   | JAP 1   |         | 44 (58) | 1e     | 4             | Jim Redman, Honda RC 163                           |                |
| 1963 | 350 cc | Honda | RC 171              |         | DUI -   |         | IOM 1   | NED 1   |         | ULS 1   | DDR 3   | FIN 2   | NAT 1   |         |         |         | 32 (50} | 1e     | 6             | Jim Redman, Honda RC 171                           |                |
| 1964 | 125 cc | Honda | 2RC 146             | VST DNS | SPA 2   | FRA DNF | IOM 2   | NED 1   |         | DUI 1   | DDR 3   | ULS -   | FIN 3   | NAT 6   | JAP -   |         | 36 (37) | 2e     | 2             | Luigi Taveri, Honda 2RC 146                        |                |
| 1964 | 250 cc | Honda | RC 164              | VST DNS | SPA 2   | FRA DNF | IOM 1   | NED 1   | BEL 2   | DUI 2   | DDR 2   | ULS 2   |         |         |         |         | 42 (58) | 2e     | 3             | Phil Read, Yamaha RD 56                            |                |
| 1964 | 250 cc | Honda | 3RC 164             |         |         |         |         |         |         |         |         |         |         | NAT 3   | JAP 1   |         | 42 (58) | 2e     | 3             | Phil Read, Yamaha RD 56                            |                |
| 1964 | 350 cc | Honda | RC 172              |         |         |         | IOM 1   | NED 1   |         | DUI 1   | DDR 1   | ULS 1   | FIN 1   | NAT 1   | JAP 1   |         | 40 (64) | 1e     | 8             | Jim Redman, Honda RC 172                           |                |
| 1965 | 125 cc | Honda | RC 148              | VST DNS | DUI DNS | SPA DNS | FRA DNS | IOM DNS | NED DNS |         | DDR DNS | TSL DNS | ULS DNS | FIN DNS | NAT DNS | JAP DNF | 0       | -      | 0             | Hugh Anderson, Suzuki RT 65                        |                |
| 1965 | 250 cc | Honda | 3RC 164             | VST DNS | DUI DNS | SPA DNF | FRA DNF | IOM 1   |         |         |         |         |         |         |         |         | 34      | 3e     | 3             | Phil Read, Yamaha RD 56 / RD 05                    |                |
| 1965 | 250 cc | Honda | RC 165              |         |         |         |         |         | NED 2   | BEL 1   | DDR 1   | TSL 3   | ULS DNS | FIN DNS | NAT DNS | JAP DNS | 34      | 3e     | 3             | Phil Read, Yamaha RD 56 / RD 05                    |                |
| 1965 | 350 cc | Honda | 2RC 172             |         | DUI DNF |         |         | IOM 1   | NED 1   |         | DDR 1   | TSL 1   | ULS DNF | FIN DNS | NAT DNS | JAP 2   | 38      | 1e     | 4             | Jim Redman, Honda 2RC 172                          |                |
| 1966 | 250 cc | Honda | RC 166              | SPA DNF | DUI 2   | FRA 2   | NED 3   | BEL 3   | DDR DNS | TSL DNS | FIN DNS | ULS DNS | IOM DNS | NAT DNS | JAP DNS |         | 20      | 3e     | 0             | Mike Hailwood, Honda RC 166                        |                |
| 1966 | 350 cc | Honda | RC 173              |         | DUI -   | FRA 3   | NED DNS |         | DDR DNS | TSL DNS | FIN DNS | ULS DNS | IOM DNS | NAT DNS | JAP DNS |         | 4       | 15e    | 0             | Mike Hailwood, Honda RC 173                        |                |
| 1966 | 500 cc | Honda | RC 181              |         | DUI 1   |         | NED 1   | BEL DNF | DDR DNS | TSL DNS | FIN DNS | ULS DNS | IOM DNS | NAT DNS |         |         | 16      | 5e     | 2             | Giacomo Agostini, MV Agusta 500 4C / 500 3C        |                |

## Trivia

### Debuut van de zescilinder
Om op tijd voor de GP des Nations van 1964 te komen, bespraken Nobby Clark en Jim Redman drie vliegtuigstoelen. Daarvan werd er een uit gesloopt om de motorfiets neer te zetten. Bij aankomst op het circuit hadden ze de twee bovenste uitlaten verwijderd, waardoor het leek dat ze met de normale viercilinder aankwamen. Pas toen de machine werd gestart was de concurrentie gewaarschuwd. 